# Poderosa
Poderosa（ポデローザ）は、Apache License（オープンソースソフトウェア）で開発・公開しているタブ型リモートログオンクライアントで、Poderosa Terminalは同一の作者が開発している有償のソフトウェア。
Poderosaは、SSH・telnet・Cygwin・Service for Unix・シリアルの各通信プロトコルに対応し、.NET FrameworkがインストールされたWindowsで使用できる。Poderosa TerminalはmacOSでも使用可能。
以前はVaraTermというシェアウェアであったが、後に現称のPoderosaとしてオープンプロジェクトとしての開発方針に変更された。そして、情報処理推進機構 (IPA) により、2005年度下期の未踏ソフトウェア創造事業に採択された。
2016年、描画エンジンのOpenGL化やWindows以外のプラットフォームでの稼働も視野に入れた形で商用製品としてリニューアルした。

## 特徴
- 各接続セッションがタブで管理されている(画面分割表示も対応する)
- SSH/SSH2の鍵暗号やバージョンの管理
- 接続先毎に異なる設定を保存できる
- SSH2ポートフォワーディング
  - SSH鍵作成ウィザードも利用できる
- xtermやVT102の略完全なエミュレーション
- .NET Framework 対応言語によるマクロのサポート
- 開発者の岡嶋大介が設立したラガルト・テクノロジー社による有償サポート[3]
- 2016年以降、同社の商用製品になった。

## 系統
バージョン3.x以前と4.xでは大きく異なり、開発ブランチが分かれている。
バージョン3.x以前は.NET Framework 1.1環境で動作する。今後におけるバージョンアップの予定は無い。
バージョン4.0～4.3は.NET Framework 2.0環境で動作する。これまで統合されていたコンポーネントが別パッケージになっており、SSHポートフォワーディングツールなどは別途ダウンロードする必要が有る。端末ソフトのプロセス一つで複数のシェルウィンドウを取り扱えるようになった。